# Aksmanice
Aksmanice (1977–1981 Witoldów, ukrainisch Аксманичі) ist eine Ortschaft mit einem Schulzenamt der Gemeinde Fredropol im Powiat Przemyski der Woiwodschaft Karpatenvorland in Polen.

## Geschichte
Der Ort wurde im Jahr 1407 in einer Urkunde vom König Władysław II. Jagiełło erstmals urkundlich erwähnt, als ein Dorf im Besitz des orthodoxen Bischofs der Eparchie Peremyschl. Der Ort wurde später als Jaksmanice, Aksmanice oder Axmanice bekannt. Der patronymische Name ist vom deutschen Personennamen Aksman (sekundär Jaksman) mit dem westslawischen Suffix -ice (später ukrainisch -yčy) abgeleitet. Das Dorf im Przemyśler Land der Woiwodschaft Ruthenien gehörte danach zu den adligen Familien Jaksmanicki des Wappens Leliwa, ab 1542 zu Kmita, seit 1602 zu Drohojowski. Nach 1617 unter Mikołaj Wolski wurde eine Burg mit einem chemischen Labor erbaut.
Bei der Ersten Teilung Polens kam Aksmanice 1772 zum neuen Königreich Galizien und Lodomerien des habsburgischen Kaiserreichs (ab 1804). 1787 verkauften die Potocki das Dorf an Konstanty Dwemicki. Nach der Aufhebung der Patrimonialherrschaften bildete es eine Gemeinde im Bezirk Przemyśl. 1868 wurde es mit Berendowice vereinigt. Zu dieser Zeit war das Dorf mehrheitlich von griechisch-katholischen Ruthenen (Ukrainern) bewohnt. Im Jahr 1900 hatte die Gemeinde Aksmanice mit dem Ortsteil Berendowice 311 Hektar Fläche, 98 Häuser mit 599 Einwohnern, davon alle ruthenischsprachig, außer Griechisch-Katholiken, gab es einen Römisch-Katholiken und 4 Juden.
1918, nach dem Ende des Ersten Weltkriegs, dem Zusammenbruch der k.u.k. Monarchie und dem Ende des Polnisch-Ukrainischen Kriegs, kam der Ort zu Polen. 
Im Jahre 1921 hatte die Gemeinde 123 Häuser mit 675 Einwohnern, davon 472 deklarierten sich als Ruthenen, 191 als Polen, 12 als Juden, 654 waren Griechisch-Katholiken, 5 Römisch-Katholiken und 16 Israeliten.
Während des Zweiten Weltkrieges wurde es im September 1939 zunächst von deutschen Truppen besetzt. Diese zogen sich am 28. September 1939 gemäß dem Grenz- und Freundschaftsvertrag hinter den San zurück, um das Gebiet der Roten Armee zu übergeben. Kurz nach dem Beginn des Deutsch-Sowjetischen Krieges am 22. Juni 1941 besetzte die Wehrmacht das Gebiet wieder. Der Ort wurde ein Teil des Generalgouvernements (bzw. des Distrikts Galizien). Ein Teil der Bewohner wurde im Jahr 1945 in die Sowjetunion deportiert, dann auch in der Aktion Weichsel (1947) in das neue Westen Polens.
Von 1975 bis 1998 gehörte Przemyśl zur Woiwodschaft Przemyśl.